# Lista do patrimônio histórico no Acre
Essa é uma sublista da lista do patrimônio histórico no Brasil para o estado brasileiro de Acre.
| Município  | Monumento ou obra                                   | Esfera do tombamento | Uso atual                  | Ano do tombamento | Ref    |
| ---------- | --------------------------------------------------- | -------------------- | -------------------------- | ----------------- | ------ |
| Porto Acre | Seringal Bom Destino                                | Estadual             |                            |                   | [ 1 ]  |
| Rio Branco | Alto Santo                                          | Municipal            |                            |                   | [ 2 ]  |
| Rio Branco | Árvore Gameleira                                    | Municipal            |                            |                   | [ 3 ]  |
| Rio Branco | Cacimbão da Capoeira                                | Municipal            |                            |                   | [ 4 ]  |
| Rio Branco | Igreja da Nossa Senhora da Conceição                | Municipal            |                            |                   | [ 5 ]  |
| Rio Branco | O Casarão                                           | Estadual             | Foi destruído por incêndio |                   | [ 6 ]  |
| Rio Branco | Palácio Rio Branco                                  | Estadual             |                            |                   | [ 7 ]  |
| Rio Branco | Parque Histórico e Ambiental José Plácido de Castro | Municipal            |                            |                   | [ 8 ]  |
| Rio Branco | Residência da Família Esteves [Ruínas]              | Estadual             |                            |                   | [ 9 ]  |
| Rio Branco | Sociedade Recreativa Tentamen                       | Municipal            |                            |                   | [ 10 ] |
| Xapuri     | Casa de Chico Mendes e seu acervo                   | Municipal            |                            |                   | [ 11 ] |

## Lista do patrimônio cultural no Acre

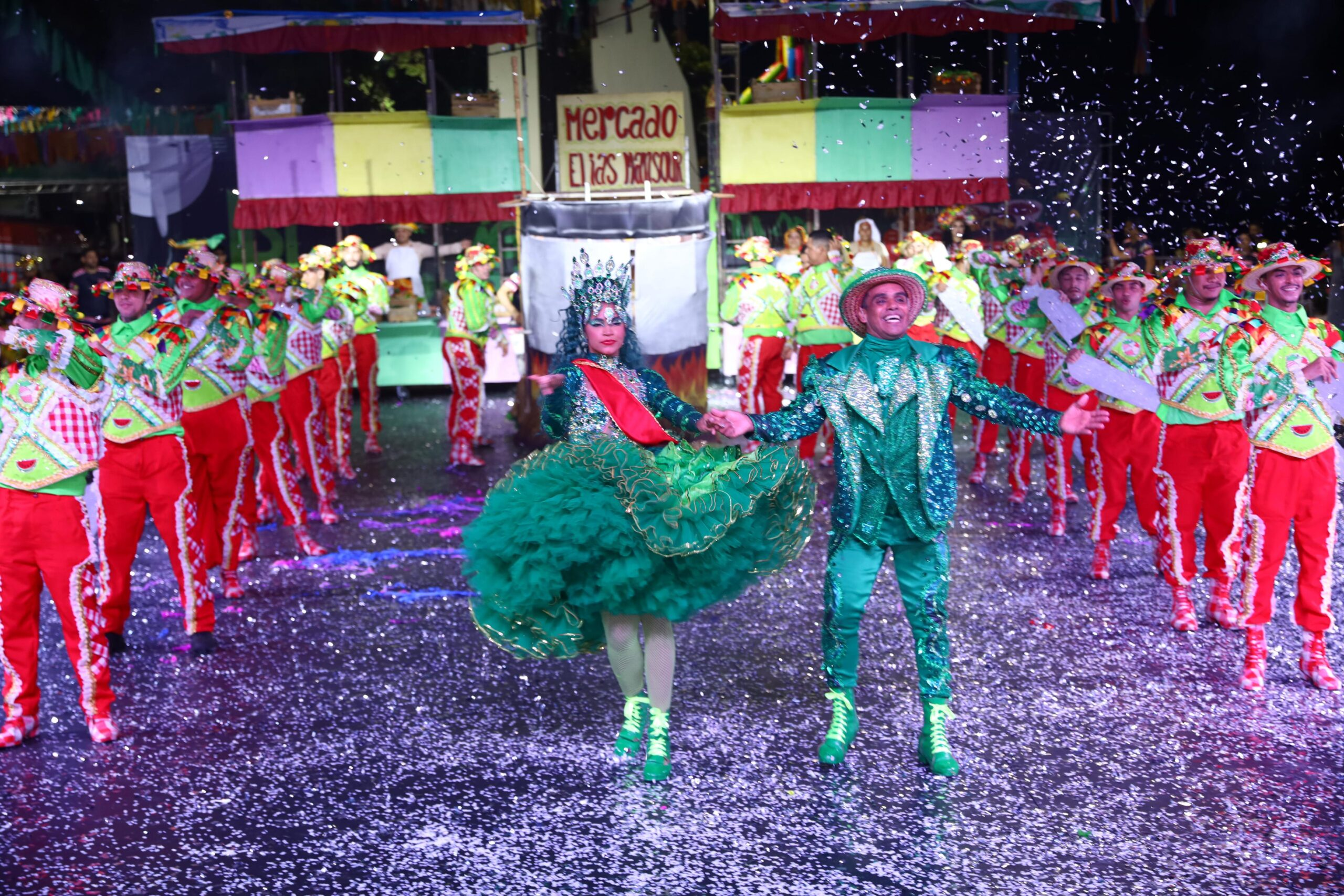
A Quadrilha Junina Malucos na Roça destacou-se ao se tornar a primeira quadrilha junina e grupo de cultura popular do estado a ser reconhecido como patrimônio cultural do Acre.

Essa é uma sublista da lista de Patrimônio Cultural do Brasil para o estado brasileiro do Acre.
| Município       | patrimônio                            | Esfera    | Ano  |
| --------------- | ------------------------------------- | --------- | ---- |
| Rio Branco      | Grupo Cultural Junina Malucos na Roça | Estadual  | 2023 |
| Cruzeiro do Sul | Farinha de Cruzeiro do Sul            | Municipal | 2019 |

## Fonte
- IPHAN. «Arquivo Noronha Santos». Consultado em 3 de dezembro de 2007. Arquivado do original em 25 de maio de 2007